# Arctoconopa megaura
Arctoconopa megaura là một loài ruồi trong họ Limoniidae. Chúng phân bố ở miền Cổ bắc.